# 1777 en arts plastiques
| Années des arts plastiques : 1774 - 1775 - 1776 - 1777 - 1778 - 1779 - 1780    |
| Décennies des arts plastiques : 1740 - 1750 - 1760 - 1770 - 1780 - 1790 - 1800 |

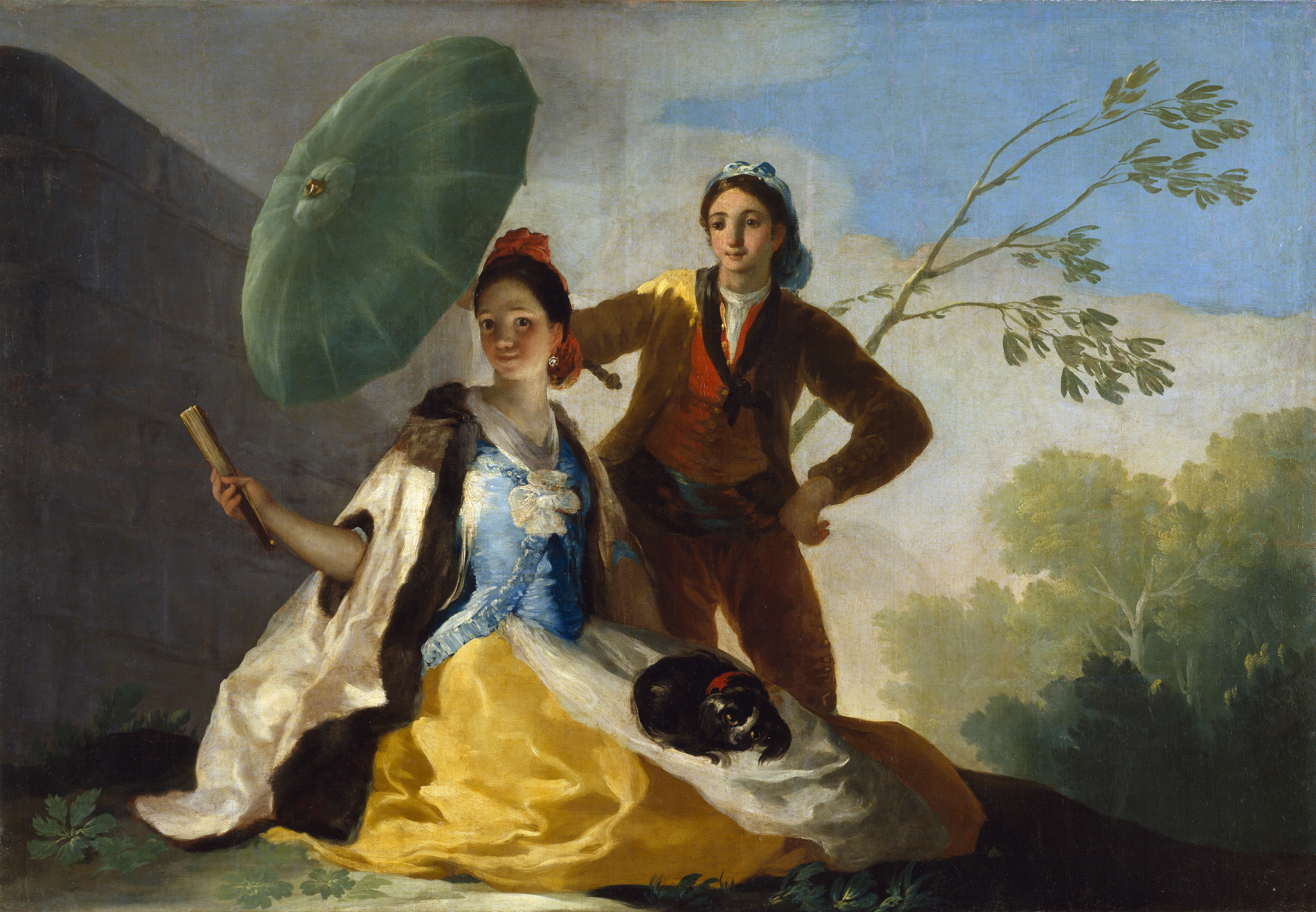
Le parasol, Francisco Goya.

Cette page concerne l'année 1777 en arts plastiques.

## Œuvres
- 1776-1778 : Deuxième série des Cartons pour tapisserie de Francisco de Goya :
  - Le Goûter au bord du Manzanares
  - Danse sur les rives du Manzanares
  - La Dispute à la Venta nueva
  - La Riña en el Mesón del Gallo
  - La Promenade en Andalousie
  - Le Buveur
  - L'Ombrelle
  - Le Cerf-volant
  - Les Joueurs de cartes
  - Enfants gonflant une vessie
  - Garçons cueillant des fruits

- 1777-1779 : Troisième série des Cartons pour tapisserie de Francisco de Goya :
  - La Foire de Madrid
  - Le Marchand de vaisselle
  - El Militar y la señora
  - La Vendeuse de cenelle
  - Enfants jouant aux soldats
  - Enfants dans un chariot
  - Jeu de balle avec raquette

- 1777-1780 : Quatrième série des Cartons de Goya de Francisco de Goya :
  - L'Aveugle à la guitare
  - La Balançoire
  - Les Lavandières
  - La Novillada
  - El Resguardo de tabacos
  - Le Garçon à l'oiseau
  - L'Enfant de l'arbre
  - Les Bûcherons
  - El Majo de la guitarra
  - Le Rendez-vous
  - Le Médecin
  - El Balancín
  - El Perro (perdu)
  - La Fuente (perdu)

- 1777-1780 : Les Jeux d'enfants de Francisco de Goya :
  - Enfants jouant aux soldats
  - Enfants se disputant des châtaignes
  - Enfants jouant à la balançoire
  - Enfants à la recherche des nids
  - Enfants jouant à saute-mouton
  - Enfants jouant à la corrida

## Naissances
- 3 mars : Friedrich Matthäi, peintre allemand († 9 novembre 1815),
- 10 mars : Louis Hersent, peintre et graveur français († 2 octobre 1860),
- 4 avril : Antoine-Patrice Guyot, peintre paysagiste et professeur d'art plastique français († 27 mai 1845),
- 3 août : Eustache-Hyacinthe Langlois, peintre, dessinateur, graveur et écrivain français († 29 septembre 1837),
- 11 août : Giuseppe Bossi, peintre italien († 9 novembre 1815),
- 19 août : Louis Nicolas Philippe Auguste de Forbin peintre français, élève de David († 22 février 1841),
- 15 décembre : Agostino Aglio, lithographe, graveur et peintre italien († 30 janvier 1857),
- 19 décembre : Pierre-Auguste Vafflard, peintre d'histoire, de genre et de portraits français († 7 septembre 1837),
- ? :
  - Felipe Abás Aranda, peintre espagnol († 1813),
  - William Camden Edwards, graveur britannique († 22 août 1855),
  - Alexander Deuchar, graveur de sceau et d'estampes britannique († 12 août 1844),
  - Benjamin Rolland, peintre français († 25 mars 1855),
  - Natale Schiavoni, peintre italien († 16 avril 1858).

## Décès
- 24 février : Jean-Charles Baquoy, dessinateur et graveur français (16 juin 1721),
- 29 avril : Antonio Joli, peintre italien de veduta (° 1700),
- 23 août : Charles-Joseph Natoire, peintre français (° 3 mars 1700),
- 10 décembre : Lorenzo de Caro, peintre italien  de l'école napolitaine (° 29 mai 1719),
- ? :
  - José Rodríguez de la Oliva, peintre  et sculpteur espagnol de l'époque baroque (° 1695),
  - Marianne Trotter, peintre et graveuse irlandaise (° vers 1752).